# Contea di Yuanmou
La contea di Yuanmou (元谋县S, Yuánmóu XiànP) è una contea della Cina, situata nella provincia di Yunnan e amministrata dalla prefettura autonoma yi di Chuxiong.